# Aeropista El Zorrillo
La Pista Aérea El Zorrillo (Código DGAC: EZO) es un pequeño aeródromo ubicado a 3.5 km al sur de Guadalupe y Calvo, Chihuahua y que es operado por la Comisaría Ejidal de El Pinto. Cuenta con una pista de aterrizaje de 1,733 metros de largo y 23 metros de ancho, así como 5 plataformas helipuerto pavimentadas de 7 metros de diámetro. El aeródromo es ampliamente usado por la SEDENA, pues cerca de dicho aeródromo se encuentra la Base de Operaciones y Adiestramiento n° 1 (B.O.A. n° 1) El Zorrillo.
El aeródromo tuvo una remodelación mayor en el año 2011, en la cual se invirtieron 30 millones de pesos para la expansión y pavimentación de la pista de aterrizaje, ya que anteriormente solo tenía 1000 metros de longitud y no estaba pavimentada.

## Accidentes e incidentes
- El 31 de agosto de 1979 una aeronave Pilatus PC-6/C-H2 Turbo Porter con matrícula XC-BIC operado por la Procuraduría General de la República se estrelló tras una falla de motor al intentar aterrizar en el Aeródromo el Zorrillo. En el accidente murió el mecánico de aviación José Luis Medina Pérez, el piloto y el navegante resultaron heridos.[8][9][10]

- El 20 de abril de 2012 una aeronave IAI 201 Arava con matrícula 3010 operada por la Fuerza Aérea Mexicana tuvo que realizar un aterrizaje forzoso tras una falla de motor tras su despegue, estrellándose a una milla del Aeródromo El Zorrillo. Los 7 ocupantes sobrevivieron.[11]

- El 19 de enero de 2020 una aeronave MD Helicopters MD530F (369FF) con matrícula 1143 perteneciente al Escuadrón Aéreo 112 de la Fuerza Aérea Mexicana sufrió una falla de motor mientras intentaba aterrizar en el Aeródromo El Zorrillo en un vuelo procedente de la Base Aérea de Culiacán, por lo que los 5 ocupantes saltaron antes de que la aeronave se precipitara a tierra. Los 5 militares resultaron con fracturas mientras que la aeronave resultó con daños irreparables.[12][13][14]